# Шевчук, Алина Евгеньевна
Алина Евгеньевна Шевчук (бел. Аліна Яўгенаўна Шаўчук;  род. 25 августа 2005 года, Бобруйск, Беларусь) — белорусская спортсменка, борец вольного стиля. Двукратная чемпионка Беларуси. Чемпионка Европы 2025 года. Мастер спорта Республики Беларусь международного класса.

## Биография
Алина родилась в городе Бобруйск Могилёвской области Республики Беларусь. Первым тренерам в возрасте девяти лет для нее был Лукомский Сергей Викторович. На данный момент тренируется в спортивном клубе «Дом спорта» города Могилёв.

## Спортивная карьера
Первые результаты для Шевчук пришли в пятнадцать лет, когда она стала бронзовой медалисткой первенства Европы среди школьниц 2019 в польском Кракове. В 2022 году она выиграла первенство Белоруссии среди юниоров. В январе 2023 года дошла до финала взрослого чемпионата Республики Беларусь в весе до 68 кг, уступив лишь Анне Садченко. В апреле 2023 года повторила снова свой успех на первенстве Белоруссии среди юниоров, а также в июне 2023 года стала победительницей на первенстве Белоруссии до 23 лет. В августе 2023 года она приняла участие на первенстве мира среди юниоров в Аммане (Иордания), где добыла бронзовую медаль, одолев в матче за третье место американку Изабеллу Мир (8-1). В октябре 2023 года стала финалисткой первенства мира до 23 лет в Албании. В апреле 2024 года во второй раз триумфально закончила свое выступление на первенстве страны до 23 лет в весе до 72 кг. В мае 2024 года она впервые выиграла первенство Европы до 23 лет, не оставив шансов в финальном поединке украинке Надежде Соколовской. В июле 2024 добыла серебро на первенстве Европы среди юниоров в Сербии. В августе 2024 года стала чемпионкой Республики Беларусь в весе до 72 кг. В апреле 2025 года она впервые стала чемпионкой Европы в весе до 68 кг в Словакии. В финале она одолела этническую украинку Екатерину Зеленых представляющую Румынию. В июне 2025 года во второй раз выиграла чемпионат Республики Беларуси в весе до 72 кг.

## Спортивные результаты
Международный уровень
- Первенство Европы среди школьниц 2019 — ;
- Первенство мира среди юниоров 2023 — ;
- Первенство мира до 23 лет 2023 — ;
- Первенство Европы среди юниоров 2024 — ;
- Первенство Европы до 23 лет 2024 — ;
- Чемпионат Европы 2025 — ;

Национальный уровень
- Первенство Белоруссии среди юниоров 2022, 2023 — ;[4]
- Первенство Белоруссии до 23 лет 2023, 2024 — ;[4]
- Чемпионат Белоруссии 2023 — ;[4]
- 2024, 2025 Чемпионат Беларуси — ;[4]

## Личная информация
Она является студенткой Могилёвского государственного училища.